# Едуард Кортес
Едуард-Леон Кортес (фр. Édouard-Léon Cortès, 6 серпня 1882, Ланьї-сюр-Марн, паризький регіон Іль-де-Франс — 26 листопада 1969, Ланьї-сюр-Марн) — французький художник, французького та іспанського походження, постімпресіоніст, який відомий своїми поетичними міськими пейзажами Парижу в різних погодних умовах і в різну пору дня та ночі.

## Біографія
Едуард Кортес народився у сім'ї відомого художника іспанського двору Антоніо Кортеса (1827—1908) і був записаний як Едуар-Леон Кортес. У віці шести тижнів його охрестили як Анрі Едуард Кортес, тому він використовував ім'я Анрі протягом декількох років, підписуючи свої ранні картини «Анрі, Анрі Едуард або Едуар А». Після 1910 року Кортес підписував свої картини «Едуард Кортес, Ед Кортес або Е. Кортес». Старший брат Андре малював коней, а сестра Жанна, як і її батько, малювала па́стирські сцени на подвір'ях ферм та отари овець.
У 1899—1904 роках він навчався в Національній вищій школі красних мистецтв в Парижі. Уже в 16 років Кортес виставив у Товаристві французьких художників свою першу роботу «О́ранка» (La Labor, 1899), на якій був зображений селянин, який керував плугом. У 1902 році виставив у Салоні французьких художників свої картини з пейзажами нічних паризьких вулиць, які принесли йому величезний успіх. Він став членом Товариства французьких художників і щороку виставляв там свої картини.
У 1914 році Едуард одружився з Фернандою Жуаєз і в них 1916 року народилася донька — Жакліна-Сімона. Але Перша світова війна перервала мирне життя молодої сім'ї. Едуард у віці 32 років попав на передову як контрактний агент і після штикового поранення його евакуювали до військового шпиталю. Був нагороджений медаллю «Воєнний хрест» і після одужання його призначили на штабну посаду для малювання карт ворожих позицій.
У 1918 році померла дружина і він залишився сам з дворічною донькою Жаклін, а в 1919-му Едуарда Кортеса демобілізували. Незабаром після цього Едуар одружиться зі своєю невісткою Люсьєною Жуаєз і вони оселилися в Парижі.
У 1915 році він отримав срібну медаль від Товариства французьких художників та золоту медаль від Товариства незалежних художників. В основному він малював паризькі пейзажі, де найчастіше шукав ефектів часу доби або ночі, ефектів метеорології, пори року: ранок, вечір, дощ, сніг тощо. Все своє життя він прагнув вдосконалити свій стиль і техніку. На відміну від своїх сучасників, він не пропонував своїх послуг вчителя, хоча багато художників стверджували, що вчилися у нього.
У 1927 р. Він виставив у Салоні незалежних художників картини «Куточок Парижу» та «Вплив світла», у 1928 році «Інтер'єр у Бретані» (дві картини), а в 1929 році — «Вечір у Бретані» та «Вплив лампи».
Сьогодні більшість робіт Едуарда Кортеса перебувають у приватних колекціях Європи та Північної Америки.
Помер 26 листопада 1969 року в місті Ланьї-сюр-Марн.